# WTA Finals 2022
Die WTA Finals 2022 waren im Turnierkalender der Damen nach den vier Grand-Slam-Turnieren das nach Punkten und Preisgeld höchstdotierte Tennisturnier. Das Hartplatzturnier der WTA Tour 2022 fand vom 31. Oktober bis 7. November 2022 in der Dickies Arena in Fort Worth, Vereinigte Staaten statt.
Titelverteidigerinnen waren Garbiñe Muguruza im Einzel sowie Barbora Krejčíková und Kateřina Siniaková im Doppel.

## Preisgeld und Punkte
Das Preisgeld betrug insgesamt 5 Millionen US-Dollar. Im Doppel wurden die genannten Preisgelder pro Team ausgezahlt.
| Runde                       | Preisgeld Einzel                                               | Preisgeld Doppel                                             | Punkte |
| --------------------------- | -------------------------------------------------------------- | ------------------------------------------------------------ | ------ |
| Turniersiegerin             | + 820.000 $                                                    | + 170.000 $                                                  | + 750  |
| Halbfinalsiegerin           | + 420.000 $                                                    | + 80.000 $                                                   | + 330  |
| Halbfinalistin              | + 30.000 $                                                     | + 0 $                                                        | —      |
| Gruppenphase pro Sieg       | + 110.000 $                                                    | + 20.000 $                                                   | + 250  |
| Gruppenphase pro Niederlage | —                                                              | —                                                            | + 125  |
| Antrittsgelder Round Robin  |                                                                |                                                              |        |
| Qualifizierte Spielerin     | 3 Spiele = 110.000 $ 2 Spiele = 90.000 $ 1 Spiel = 70.000 $    | 3 Spiele = 50.000 $ 2 Spiele = 40.000 $ 1 Spiel = 30.000 $   | —      |
| Ersatzspielerin             | 2 Spiele = 170.000 $ 1 Spiel = 150.000 $ ohne Spiel = 80.000 $ | 2 Spiele = 90.000 $ 1 Spiel = 80.000 $ ohne Spiel = 50.000 $ | —      |

## Austragungsmodus
In der Rundenturnierphase spielten je vier Spielerinnen oder Paarungen in zwei Gruppen, jede gegen jede (Round Robin). Die zwei Bestplatzierten jeder Gruppe qualifizierten sich für das Halbfinale, das im K.-o.-System ausgetragen wird. Die Siegerin/nen jeder Gruppe spielten gegen die Zweite der anderen Gruppe und die Siegerinnen oder Paarungen dieser Partien bestritten das Endspiel.

## Einzel

### Qualifikation
Es qualifizierten sich die acht bestplatzierten Damen der WTA Tour 2022. Dazu kamen die beiden nächsten Punktbesten als Reservistinnen.
| WTA-Race im Einzel (Endstand: 24. Oktober 2022) | WTA-Race im Einzel (Endstand: 24. Oktober 2022) | WTA-Race im Einzel (Endstand: 24. Oktober 2022) | WTA-Race im Einzel (Endstand: 24. Oktober 2022) | WTA-Race im Einzel (Endstand: 24. Oktober 2022) | WTA-Race im Einzel (Endstand: 24. Oktober 2022) | WTA-Race im Einzel (Endstand: 24. Oktober 2022) | WTA-Race im Einzel (Endstand: 24. Oktober 2022) | WTA-Race im Einzel (Endstand: 24. Oktober 2022) | WTA-Race im Einzel (Endstand: 24. Oktober 2022) | WTA-Race im Einzel (Endstand: 24. Oktober 2022) | WTA-Race im Einzel (Endstand: 24. Oktober 2022) | WTA-Race im Einzel (Endstand: 24. Oktober 2022) | WTA-Race im Einzel (Endstand: 24. Oktober 2022) | WTA-Race im Einzel (Endstand: 24. Oktober 2022) | WTA-Race im Einzel (Endstand: 24. Oktober 2022) | WTA-Race im Einzel (Endstand: 24. Oktober 2022) | WTA-Race im Einzel (Endstand: 24. Oktober 2022) | WTA-Race im Einzel (Endstand: 24. Oktober 2022) | WTA-Race im Einzel (Endstand: 24. Oktober 2022) | WTA-Race im Einzel (Endstand: 24. Oktober 2022) | WTA-Race im Einzel (Endstand: 24. Oktober 2022) | WTA-Race im Einzel (Endstand: 24. Oktober 2022) |
| #                                               | Spielerin                                       | Grand Slam                                      | Grand Slam                                      | Grand Slam                                      | Grand Slam                                      | WTA 1000                                        | WTA 1000                                        | WTA 1000                                        | WTA 1000                                        | WTA 1000                                        | die Besten der anderen Turniere                 | die Besten der anderen Turniere                 | die Besten der anderen Turniere                 | die Besten der anderen Turniere                 | die Besten der anderen Turniere                 | die Besten der anderen Turniere                 | die Besten der anderen Turniere                 | die Besten der anderen Turniere                 | Punkte                                          | Turniere                                        | Qualifikationsdatum                             |                                                 |
| #                                               | Spielerin                                       | Grand Slam                                      | Grand Slam                                      | Grand Slam                                      | Grand Slam                                      | 1000 Punkte                                     | 1000 Punkte                                     | 1000 Punkte                                     | 900 P.                                          | 900 P.                                          | die Besten der anderen Turniere                 | die Besten der anderen Turniere                 | die Besten der anderen Turniere                 | die Besten der anderen Turniere                 | die Besten der anderen Turniere                 | die Besten der anderen Turniere                 | die Besten der anderen Turniere                 | die Besten der anderen Turniere                 | Punkte                                          | Turniere                                        | Qualifikationsdatum                             |                                                 |
| ----------------------------------------------- | ----------------------------------------------- | ----------------------------------------------- | ----------------------------------------------- | ----------------------------------------------- | ----------------------------------------------- | ----------------------------------------------- | ----------------------------------------------- | ----------------------------------------------- | ----------------------------------------------- | ----------------------------------------------- | ----------------------------------------------- | ----------------------------------------------- | ----------------------------------------------- | ----------------------------------------------- | ----------------------------------------------- | ----------------------------------------------- | ----------------------------------------------- | ----------------------------------------------- | ----------------------------------------------- | ----------------------------------------------- | ----------------------------------------------- | ----------------------------------------------- |
| #                                               | Spielerin                                       | AUO                                             | FRO                                             | WIM 1                                           | USO                                             | IW                                              | MI                                              | MA                                              | 1                                               | 2                                               | 1                                               | 2                                               | 3                                               | 4                                               | 5                                               | 6                                               | 7                                               | 8                                               | Punkte                                          | Turniere                                        | Qualifikationsdatum                             |                                                 |
| 1                                               | Iga Świątek                                     | HF 780                                          | S 2000                                          | 3 0                                             | S 2000                                          | S 1000                                          | S 1000                                          | A 0                                             | S 900                                           | S 900                                           | S 470                                           | S 470                                           | F 305                                           | HF 185                                          | AF 105                                          | AF 105                                          | VF 60                                           | AF 55                                           | 10335                                           | 16                                              | 12. September 2022                              |                                                 |
| 2                                               | Ons Jabeur                                      | A 0                                             | 1 10                                            | F 0                                             | F 1300                                          | 2 10                                            | AF 120                                          | S 1000                                          | F 585                                           | VF 190                                          | S 470                                           | F 305                                           | AF 105                                          | VF 100                                          | VF 100                                          | VF 100                                          | VF 100                                          | VF 60                                           | 4555                                            | 17                                              | 12. September 2022                              |                                                 |
| 3                                               | Jessica Pegula                                  | VF 430                                          | VF 430                                          | 3 0                                             | VF 430                                          | 2 10                                            | HF 390                                          | F 650                                           | S 900                                           | HF 350                                          | VF 190                                          | HF 185                                          | AF 105                                          | AF 105                                          | AF 55                                           | AF 55                                           | AF 30                                           | 1                                               | 4316                                            | 18                                              | 13. Oktober 2022                                |                                                 |
| 4                                               | Cori Gauff                                      | 1 10                                            | F 1300                                          | 3 0                                             | VF 430                                          | 3 65                                            | AF 120                                          | AF 120                                          | VF 190                                          | VF 190                                          | VF 190                                          | HF 185                                          | HF 110                                          | AF 105                                          | VF 100                                          | VF 100                                          | AF 55                                           | 1                                               | 3271                                            | 19                                              | 19. Oktober 2022                                |                                                 |
| 5                                               | Maria Sakkari                                   | AF 240                                          | 2 70                                            | 3 0                                             | 2 70                                            | F 650                                           | 2 10                                            | 3 65                                            | F 585                                           | HF 350                                          | F 305                                           | VF 190                                          | HF 185                                          | F 180                                           | AF 105                                          | VF 60                                           | AF 55                                           | 1                                               | 3121                                            | 22                                              | 21. Oktober 2022                                |                                                 |
| 6                                               | Caroline Garcia                                 | 1 10                                            | 2 70                                            | AF 0                                            | HF 780                                          | 2 35                                            | 1 10                                            | AF 30                                           | S 930                                           | AF 105                                          | S 280                                           | S 280                                           | HF 110                                          | HF 110                                          | VF 100                                          | 2 60                                            | VF 60                                           | AF 30                                           | 3000                                            | 21                                              | 19. Oktober 2022                                |                                                 |
| 7                                               | Aryna Sabalenka                                 | AF 240                                          | 3 130                                           | A 0                                             | HF 780                                          | 2 10                                            | 2 10                                            | 1 10                                            | HF 350                                          | HF 350                                          | F 305                                           | VF 190                                          | F 180                                           | AF 105                                          | VF 100                                          | VF 100                                          | AF 55                                           | AF 55                                           | 2970                                            | 20                                              | 20. Oktober 2022                                |                                                 |
| 8                                               | Darja Kassatkina                                | 3 130                                           | HF 780                                          | A 0                                             | 1 10                                            | 3 65                                            | 2 10                                            | AF 120                                          | HF 350                                          | AF 105                                          | S 470                                           | S 280                                           | HF 185                                          | HF 110                                          | 2 105                                           | VF 100                                          | VF 60                                           | AF 55                                           | 2935                                            | 22                                              | 20. Oktober 2022                                |                                                 |
| 9                                               | Weronika Kudermetowa                            | 3 130                                           | VF 430                                          | A 0                                             | AF 240                                          | VF 215                                          | AF 120                                          | 2 10                                            | VF 190                                          | AF 105                                          | F 305                                           | HF 185                                          | HF 185                                          | F 180                                           | F 180                                           | HF 110                                          | HF 110                                          | VF 100                                          | 2795                                            | 20                                              |                                                 |                                                 |
| −                                               | Simona Halep                                    | AF 240                                          | 2 70                                            | HF 0                                            | 1 10                                            | HF 390                                          | A 0                                             | VF 215                                          | S 900                                           | 2 60                                            | S 280                                           | HF 185                                          | HF 110                                          | HF 110                                          | 2 60                                            | AF 30                                           | 1                                               |                                                 | 2661                                            | 15                                              | Saison vorzeitig beendet                        |                                                 |
| 11                                              | Madison Keys                                    | HF 780                                          | AF 240                                          | A 0                                             | 3 130                                           | VF 215                                          | 2 10                                            | 2 10                                            | HF 305                                          | AF 105                                          | S 280                                           | VF 100                                          | AF 55                                           | AF 55                                           | AF 55                                           | AF 30                                           | 1                                               | 1                                               | 2417                                            | 20                                              |                                                 |                                                 |

Zeichenerklärung: S = Turniersieg; F, HF, VF, AF = Einzug ins Finale / Halbfinale / Viertelfinale / Achtelfinale; 1, 2, 3 = Ausscheiden in der 1. / 2. / 3. Hauptrunde; Q1, Q2, Q3 = Ausscheiden in der 1. / 2. / 3. Runde der Qualifikation; A = Absage

### Setzliste
| Nr. | Spielerin      | Erreichte Runde |
| --- | -------------- | --------------- |
| 01. | Iga Świątek    | Halbfinale      |
| 02. | Ons Jabeur     | Round Robin     |
| 03. | Jessica Pegula | Round Robin     |
| 04. | Coco Gauff     | Round Robin     |

| Nr. | Spielerin        | Erreichte Runde |
| --- | ---------------- | --------------- |
| 05. | Maria Sakkari    | Halbfinale      |
| 06. | Caroline Garcia  | Sieg            |
| 07. | Aryna Sabalenka  | Finale          |
| 08. | Darja Kassatkina | Round Robin     |

### Halbfinale, Finale
|  | Halbfinale | Halbfinale      | Halbfinale | Halbfinale | Halbfinale |  |  | Finale | Finale          | Finale | Finale | Finale |
|  |            |                 |            |            |            |  |  |        |                 |        |        |        |
|  |            |                 |            |            |            |  |  |        |                 |        |        |        |
|  | 1          | Iga Świątek     | 2          | 6          | 1          |  |  |        |                 |        |        |        |
|  | 7          | Aryna Sabalenka | 6          | 2          | 6          |  |  |        |                 |        |        |        |
|  |            |                 |            |            |            |  |  | 7      | Aryna Sabalenka | 64     | 4      |        |
|  |            |                 |            |            |            |  |  | 6      | Caroline Garcia | 7      | 6      |        |
|  | 6          | Caroline Garcia | 6          | 6          |            |  |  |        |                 |        |        |        |
|  | 5          | Maria Sakkari   | 3          | 2          |            |  |  |        |                 |        |        |        |
|  |            |                 |            |            |            |  |  |        |                 |        |        |        |

### Tracy Austin Gruppe
|   |                  | Świątek  | Gauff     | Garcia         | Kassatkina     | Round Robin S-N | Sätze S-N | Spiele S-N | Pos. |
| 1 | Iga Świątek      |          | 6:3, 6:0  | 6:3, 6:2       | 6:2, 6:3       | 3:0             | 6:0       | 36:13      | 1    |
| 4 | Coco Gauff       | 3:6, 0:6 |           | 4:6, 3:6       | 6:7, 3:6       | 0:3             | 0:6       | 19:37      | 4    |
| 6 | Caroline Garcia  | 3:6, 2:6 | 6:4, 6:3  |                | 4:6, 6:1, 7:65 | 2:1             | 4:3       | 34:32      | 2    |
| 8 | Darja Kassatkina | 2:6, 3:6 | 7:66, 6:3 | 6:4, 1:6, 6:75 |                | 1:2             | 3:4       | 31:38      | 3    |

### Nancy Richey Gruppe
|   |                 | Jabeur         | Pegula        | Sakkari    | Sabalenka      | Round Robin S-N | Sätze S-N | Spiele S-N | Pos. |
| 2 | Ons Jabeur      |                | 1:6, 6:3, 6:3 | 2:6, 3:6   | 6:3, 6:75, 5:7 | 1:2             | 3:5       | 35:41      | 3    |
| 3 | Jessica Pegula  | 6:1, 3:6, 3:6  |               | 6:76, 6:74 | 3:6, 5:7       | 0:3             | 1:6       | 32:40      | 4    |
| 5 | Maria Sakkari   | 6:2, 6:3       | 7:66, 7:64    |            | 6:2, 6:4       | 3:0             | 6:0       | 38:23      | 1    |
| 7 | Aryna Sabalenka | 3:6, 7:65, 7:5 | 6:3, 7:5      | 2:6, 4:6   |                | 2:1             | 4:3       | 36:37      | 2    |

## Doppel

### Qualifikation
Die acht bestplatzierten Doppelpaarungen der WTA Tour 2022 qualifizierten sich für das Turnier.
| WTA-Race im Doppel (Endstand: 24. Oktober 2022) | WTA-Race im Doppel (Endstand: 24. Oktober 2022) | WTA-Race im Doppel (Endstand: 24. Oktober 2022) | WTA-Race im Doppel (Endstand: 24. Oktober 2022) | WTA-Race im Doppel (Endstand: 24. Oktober 2022) | WTA-Race im Doppel (Endstand: 24. Oktober 2022) | WTA-Race im Doppel (Endstand: 24. Oktober 2022) | WTA-Race im Doppel (Endstand: 24. Oktober 2022) | WTA-Race im Doppel (Endstand: 24. Oktober 2022) | WTA-Race im Doppel (Endstand: 24. Oktober 2022) | WTA-Race im Doppel (Endstand: 24. Oktober 2022) | WTA-Race im Doppel (Endstand: 24. Oktober 2022) | WTA-Race im Doppel (Endstand: 24. Oktober 2022) | WTA-Race im Doppel (Endstand: 24. Oktober 2022) | WTA-Race im Doppel (Endstand: 24. Oktober 2022) | WTA-Race im Doppel (Endstand: 24. Oktober 2022) |
| #                                               | Paarung                                         | Punkte                                          | Punkte                                          | Punkte                                          | Punkte                                          | Punkte                                          | Punkte                                          | Punkte                                          | Punkte                                          | Punkte                                          | Punkte                                          | Punkte                                          | Punkte                                          | Turniere                                        | Qualifikationsdatum                             |
| ----------------------------------------------- | ----------------------------------------------- | ----------------------------------------------- | ----------------------------------------------- | ----------------------------------------------- | ----------------------------------------------- | ----------------------------------------------- | ----------------------------------------------- | ----------------------------------------------- | ----------------------------------------------- | ----------------------------------------------- | ----------------------------------------------- | ----------------------------------------------- | ----------------------------------------------- | ----------------------------------------------- | ----------------------------------------------- |
| #                                               | Paarung                                         | 1                                               | 2                                               | 3                                               | 4                                               | 5                                               | 6                                               | 7                                               | 8                                               | 9                                               | 10                                              | 11                                              | Punkte                                          | Turniere                                        | Qualifikationsdatum                             |
| 1                                               | Barbora Krejčíková Kateřina Siniaková           | S 2000                                          | S 2000                                          | HF 350                                          | VF 190                                          | HF 110                                          | AF 1                                            |                                                 |                                                 |                                                 |                                                 |                                                 | 4651                                            | 7                                               | 12. September 2022                              |
| 2                                               | Gabriela Dabrowski Giuliana Olmos               | S 1000                                          | F 585                                           | S 470                                           | VF 430                                          | HF 390                                          | HF 390                                          | F 305                                           | AF 240                                          | VF 190                                          | VF 190                                          | HF 185                                          | 4335                                            | 20                                              | 10. Oktober 2022                                |
| 3                                               | Jessica Pegula Cori Gauff                       | F 1300                                          | S 900                                           | S 900                                           | S 470                                           | VF 215                                          | VF 190                                          | VF 100                                          | 1 10                                            | 1                                               |                                                 |                                                 | 4086                                            | 9                                               | 14. Oktober 2022                                |
| 4                                               | Weronika Kudermetowa Elise Mertens              | HF 780                                          | F 650                                           | F 585                                           | S 470                                           | HF 350                                          | AF 240                                          | VF 190                                          | HF 185                                          | F 180                                           | 2 130                                           | 1 10                                            | 3770                                            | 12                                              | 13. Oktober 2022                                |
| 5                                               | Ljudmyla Kitschenok Jeļena Ostapenko            | S 900                                           | HF 780                                          | HF 390                                          | F 305                                           | F 305                                           | S 280                                           | AF 240                                          | VF 190                                          | 2 130                                           | AF 120                                          | AF 105                                          | 3745                                            | 16                                              | 13. Oktober 2022                                |
| 6                                               | Xu Yifan Yang Zhaoxuan                          | S 1000                                          | S 470                                           | VF 430                                          | HF 350                                          | AF 240                                          | AF 240                                          | VF 190                                          | HF 185                                          | HF 185                                          | HF 185                                          | AF 105                                          | 3580                                            | 19                                              | 19. Oktober 2022                                |
| 7                                               | Beatriz Haddad Maia Anna Danilina               | F 1300                                          | F 585                                           | S 470                                           | AF 240                                          | VF 190                                          | HF 185                                          | 2 130                                           | AF 105                                          | 1 10                                            | 1 10                                            | 1 10                                            | 3235                                            | 12                                              | 22. Oktober 2022                                |
| 8                                               | Desirae Krawczyk Demi Schuurs                   | F 650                                           | S 470                                           | VF 430                                          | HF 350                                          | HF 350                                          | VF 190                                          | HF 185                                          | HF 185                                          | 2 130                                           | AF 120                                          | AF 120                                          | 3180                                            | 15                                              | 20. Oktober 2022                                |
| 9                                               | Nicole Melichar-Martinez Ellen Perez            | HF 780                                          | F 585                                           | F 585                                           | F 305                                           | S 280                                           | HF 185                                          | AF 120                                          | AF 105                                          | AF 105                                          | VF 100                                          | 1 10                                            | 3160                                            | 13                                              |                                                 |
| 10                                              | Caroline Garcia Kristina Mladenovic             | S 2000                                          | VF 430                                          | 2 130                                           |                                                 |                                                 |                                                 |                                                 |                                                 |                                                 |                                                 |                                                 | 2560                                            | 3                                               |                                                 |

Zeichenerklärung: S = Turniersieg; F, HF, VF, AF = Einzug ins Finale / Halbfinale / Viertelfinale / Achtelfinale; 1, 2, 3 = Ausscheiden in der 1. / 2. / 3. Hauptrunde; Q1, Q2, Q3 = Ausscheiden in der 1. / 2. / 3. Runde der Qualifikation; A = Absage

### Setzliste
| Nr. | Paarung                               | Erreichte Runde |
| --- | ------------------------------------- | --------------- |
| 01. | Barbora Krejčíková Kateřina Siniaková | Finale          |
| 02. | Gabriela Dabrowski Giuliana Olmos     | Round Robin     |
| 03. | Coco Gauff Jessica Pegula             | Round Robin     |
| 04. | Weronika Kudermetowa Elise Mertens    | Sieg            |

| Nr. | Paarung                              | Erreichte Runde |
| --- | ------------------------------------ | --------------- |
| 05. | Ljudmyla Kitschenok Jeļena Ostapenko | Halbfinale      |
| 06. | Xu Yifan Yang Zhaoxuan               | Round Robin     |
| 07. | Beatriz Haddad Maia Anna Danilina    | Round Robin     |
| 08. | Desirae Krawczyk Giuliana Olmos      | Halbfinale      |

Zeichenerklärung
- Q = Qualifikant
- WC = Wildcard
- LL = Lucky Loser
- ITF = qualifiziert über ITF-Ranking
- ALT = alternate (Ersatz)
- PR = Protected Ranking
- SE = Special Exempt
- r = retired (Aufgabe)
- d = Disqualifikation
- w.o. = walkover
- [ ] = Match-Tie-Break

### Halbfinale, Finale
|  | Halbfinale | Halbfinale                            | Halbfinale | Halbfinale | Halbfinale |  |  | Finale | Finale                                | Finale | Finale | Finale |
|  |            |                                       |            |            |            |  |  |        |                                       |        |        |        |
|  |            |                                       |            |            |            |  |  |        |                                       |        |        |        |
|  | 1          | Barbora Krejčíková Kateřina Siniaková | 6          | 6          |            |  |  |        |                                       |        |        |        |
|  | 5          | Ljudmyla Kitschenok Jeļena Ostapenko  | 65         | 2          |            |  |  |        |                                       |        |        |        |
|  |            |                                       |            |            |            |  |  | 1      | Barbora Krejčíková Kateřina Siniaková | 2      | 6      | [9]    |
|  |            |                                       |            |            |            |  |  | 4      | Weronika Kudermetowa Elise Mertens    | 6      | 4      | [11]   |
|  | 4          | Weronika Kudermetowa Elise Mertens    | 6          | 6          |            |  |  |        |                                       |        |        |        |
|  | 8          | Desirae Krawczyk Demi Schuurs         | 1          | 1          |            |  |  |        |                                       |        |        |        |
|  |            |                                       |            |            |            |  |  |        |                                       |        |        |        |

### Rosie Casals Gruppe
|   |                                       | Krejčíková Siniaková | Gauff Pegula     | Xu Yang          | Krawczyk Schuurs | Round Robin S-N | Sätze S-N | Spiele S-N | Pos. |
| 1 | Barbora Krejčíková Kateřina Siniaková |                      | 6:2, 6:1         | 6:3, 6:3         | 6:4, 6:3         | 3:0             | 6:0       | 36:16      | 1    |
| 3 | Coco Gauff Jessica Pegula             | 2:6, 1:6             |                  | 4:6, 6:4, [7:10] | 6:3, 0:6, [5:10] | 0:3             | 2:6       | 19:33      | 4    |
| 6 | Xu Yifan Yang Zhaoxuan                | 3:6, 3:6             | 6:4, 4:6, [10:7] |                  | 6:72, 3:6        | 1:2             | 2:5       | 26:35      | 3    |
| 8 | Desirae Krawczyk Demi Schuurs         | 4:6, 3:6             | 3:6, 6:0, [10:5] | 7:62, 6:3        |                  | 2:1             | 4:3       | 30:27      | 2    |

### Pam Shriver Gruppe
|   |                                      | Dabrowski Olmos    | Kudermetowa Mertens | Kitschenok Ostapenko | Haddad Maia Danilina | Round Robin S-N | Sätze S-N | Spiele S-N | Pos. |
| 2 | Gabriela Dabrowski Giuliana Olmos    |                    | 6:75, 2:6           | 7:65, 2:6, [12:10]   | 5:7, 0:6             | 1:2             | 2:5       | 23:38      | 4    |
| 4 | Weronika Kudermetowa Elise Mertens   | 7:65, 6:2          |                     | 3:6, 6:1, [10:6]     | 6:4, 6:3             | 3:0             | 6:1       | 35:22      | 1    |
| 5 | Ljudmyla Kitschenok Jeļena Ostapenko | 6:75, 6:2, [10:12] | 6:3, 1:6, [6:10]    |                      | 6:77, 6:4, [10:8]    | 1:2             | 4:5       | 32:31      | 2    |
| 7 | Beatriz Haddad Maia Anna Danilina    | 7:5, 6:0           | 4:6, 3:6            | 7:67, 4:6, [8:10]    |                      | 1:2             | 3:4       | 31:30      | 3    |